# Francisco Yeste
Francisco Javier Yeste est un footballeur espagnol né le 6 décembre 1979 à Bilbao.
Principalement utilisé en milieu offensif ou sur l'aile gauche, il est principalement connu pour avoir passé 11 ans à l'Athletic de Bilbao, son club formateur.

## Biographie
Pur produit de la formation de l'Athletic Bilbao, Francisco Yeste fait ses débuts le 9 février 1999 lors d'une défaite face au Racing Santander, où il joue les 90 minutes. Il continue d'apparaître en Liga lors de cette saison et des suivantes. Mais c'est à partir de la saison 2000-2001 qu'il commence à trouver une place régulière au sein de l'effectif basque, où il trouvera le chemin des filets par six fois. Durant cette époque, il est appelé successivement dans les équipes de jeunes (U19, U20 avec laquelle il remporte la Coupe du monde des moins de 20 ans et les Espoirs).
Après de nombreuses apparitions, en 2003-2004, il est appelé pour la première fois avec la sélection espagnole, mais il ne connaitra pas sa première sélection, qui serait pourtant venue ponctuer une saison à 11 buts (cinquième meilleur buteur de Liga), son meilleur total, et une qualification avec son club pour la Coupe de l'UEFA.
Par la suite, des blessures à répétition lui font perdre du temps de jeu, mais en 2006-2007 il est l'un des rares joueurs à jouer la totalité des rencontres de championnat alors que son club évite de justesse la relégation.
Joueur connu aussi bien pour sa crête en guise de coiffure lors de ses belles années que son tempérament excessif : cinq cartons rouges et 14 jaunes entre 2007 et 2009, dont un geste excessif sur Iker Casillas lors d'une défaite à domicile 2-5.
Francisco Yeste devient petit à petit un paria, au point d'être poussé vers la sortie par son entraîneur Joaquín Caparrós lors de la saison 2009-2010. Le 21 mai 2010, son contrat avec l'Athletic Bilbao prend fin, mettant un terme à 11 années de service en tant que professionnel, son total se portant à 353 matchs pour 59 buts.
En juin 2010, il rejoint du coup Al Wasl Dubaï aux Émirats arabes unis.
Après une année particulièrement réussie avec 12 buts au compteur, il se lance dans un challenge un peu plus intéressant avec un retour en Europe à l'Olympiakos Le Pirée, entraîné par l'ancien manager de l'Athletic Bilbao Ernesto Valverde où il joue entre août 2011 et janvier 2012.

## Palmarès
- Vainqueur de la Coupe du monde des moins de 20 ans : 1999
- Joueur de l'équipe type de l'année 2006
- Finaliste de la Coupe d'Espagne : 2009

## Statistiques
| Saison                | Club                  | Championnat           | Championnat | Championnat | Championnat | Coupe(s) nationale(s) | Coupe(s) nationale(s) | Coupe(s) nationale(s) | Compétition(s) continentale(s) | Compétition(s) continentale(s) | Compétition(s) continentale(s) | Compétition(s) continentale(s) | Total | Total | Total |
| Saison                | Club                  | Division              | M.          | B.          | P.d.        | M.                    | B.                    | P.d.                  | Comp.                          | M.                             | B.                             | P.d.                           | M.    | B.    | P.d.  |
| 1998-1999             | Athletic Bilbao       | Primera División      | 8           | 0           | -           | -                     | -                     | -                     | -                              | -                              | -                              | -                              | 8     | 0     | 0     |
| 1999-2000             | Athletic Bilbao       | Primera División      | 6           | 0           | -           | -                     | -                     | -                     | -                              | -                              | -                              | -                              | 6     | 0     | 0     |
| 2000-2001             | Athletic Bilbao       | Primera División      | 34          | 5           | 4           | 4                     | 1                     | -                     | -                              | -                              | -                              | -                              | 38    | 6     | 4     |
| 2001-2002             | Athletic Bilbao       | Primera División      | 22          | 4           | 6           | 6                     | 0                     | -                     | -                              | -                              | -                              | -                              | 28    | 4     | 6     |
| 2002-2003             | Athletic Bilbao       | Primera División      | 28          | 5           | 7           | 1                     | 0                     | -                     | -                              | -                              | -                              | -                              | 29    | 5     | 7     |
| 2003-2004             | Athletic Bilbao       | Primera División      | 30          | 11          | 3           | 1                     | 0                     | -                     | -                              | -                              | -                              | -                              | 31    | 11    | 3     |
| 2004-2005             | Athletic Bilbao       | Primera División      | 27          | 8           | 7           | 7                     | 2                     | -                     | C3                             | 8                              | 3                              | 4                              | 42    | 13    | 11    |
| 2005-2006             | Athletic Bilbao       | Primera División      | 35          | 4           | 12          | 3                     | 1                     | -                     | -                              | -                              | -                              | -                              | 38    | 5     | 12    |
| 2006-2007             | Athletic Bilbao       | Liga                  | 38          | 5           | 5           | 2                     | 1                     | -                     | -                              | -                              | -                              | -                              | 40    | 6     | 5     |
| 2007-2008             | Athletic Bilbao       | Liga                  | 24          | 3           | 1           | 4                     | 0                     | 2                     | -                              | -                              | -                              | -                              | 28    | 3     | 3     |
| 2008-2009             | Athletic Bilbao       | Liga                  | 28          | 3           | 6           | 4                     | 0                     | 2                     | -                              | -                              | -                              | -                              | 32    | 3     | 8     |
| 2009-2010             | Athletic Bilbao       | Liga                  | 22          | 2           | 3           | -                     | -                     | -                     | C3                             | 11                             | 0                              | 1                              | 33    | 2     | 4     |
| Sous-total            | Sous-total            | Sous-total            | 302         | 50          | 54          | 32                    | 6                     | 4                     | -                              | 19                             | 3                              | 5                              | 353   | 59    | 63    |
| 2010-2011             | Al Wasl Dubaï         | D1                    | 21          | 9           | -           | 6                     | 3                     | -                     | -                              | -                              | -                              | -                              | 27    | 12    | 0     |
| Sous-total            | Sous-total            | Sous-total            | 21          | 9           | -           | 6                     | 3                     | -                     | -                              | -                              | -                              | -                              | 27    | 12    | 0     |
| 2011-2012             | Olympiakos le Pirée   | D1                    | 5           | 0           | 0           | 2                     | 0                     | 1                     | C1                             | 2                              | 0                              | 1                              | 9     | 0     | 2     |
| Sous-total            | Sous-total            | Sous-total            | 5           | 0           | 0           | 2                     | 0                     | 1                     | -                              | 2                              | 0                              | 1                              | 9     | 0     | 2     |
| 2012                  | Baniyas SC            | D1                    | 7           | 0           | -           | -                     | -                     | -                     | AFC                            | 6                              | 3                              | 1                              | 13    | 3     | 1     |
| Sous-total            | Sous-total            | Sous-total            | 7           | 0           | -           | -                     | -                     | -                     | -                              | 6                              | 3                              | 1                              | 13    | 3     | 1     |
| Total sur la carrière | Total sur la carrière | Total sur la carrière | 335         | 59          | 54          | 40                    | 9                     | 5                     | -                              | 27                             | 6                              | 7                              | 402   | 74    | 66    |

## Carrière entraineur
- 2014-nov. 2014 :  CD Eldense
- 2016-sep. 2016 :  CD Eldense